# Medaglia per la cattura di Berlino
La medaglia per la cattura di Berlino (in russo Медаль «За взятие Берлина»?, Medal' «Za vejatie Berlina») è stata un premio statale dell'Unione Sovietica.

## Storia
La medaglia venne istituita il 9 giugno 1945.

## Assegnazione
La medaglia veniva assegnata ai partecipanti alla battaglia di Berlino.

## Insegne
- La medaglia era di ottone. Il dritto raffigurava una stella a cinque punte, la punta superiore era a contatto con il bordo superiore della medaglia. Sotto la stella, la scritta in grassetto in rilievo su tre righe "PER LA CATTURA DI BERLINO" (Russo: «ЗА ВЗЯТИЕ БЕРЛИНА»). In fondo, l'immagine in rilievo di una corona di rami di quercia. Sul retro la data "2 MAGGIO 1945" (Russo: «2 МАЯ 1945») sopra ad una stella a cinque punte.
- Il nastro era rosso con al centro una striscia che riprende il nastro dell'Ordine di San Giorgio.